# Autonomie régionale en Indonésie
Cet article traite des différentes lois promulguées par le gouvernement indonésien pour promouvoir l'autonomie régionale afin de répondre à la demande grandissante d'autonomie de la part de différentes régions du pays.

## Contexte
En 1999, l’année suivant celle de la démission de Soeharto, qui avait dirigé l'Indonésie pendant plus de 30 ans, le gouvernement du nouveau président indonésien, Habibie, rédige un ensemble de textes destiné à promouvoir l'otonomi daerah, autonomie régionale. Habibie souhaitait ainsi répondre à une demande grandissante de plus d'autonomie de la part de différentes régions, sans compter la crise du Timor oriental, dont la population demandait carrément l’indépendance. Deux lois furent ainsi ratifiées le 21 avril 1999 : la loi n° 22 portant autonomie régionale et la loi n° 25 portant répartition de la fiscalité entre le gouvernement central et les gouvernements régionaux.
On peut penser que ces lois étaient surtout destinées à désamorcer les tendances séparatistes que le gouvernement soupçonnait derrière ces revendications régionales, tout en évitant de prêter le flanc à des accusations de « fédéralisme » de la part d'une opinion pour laquelle l'unité nationale est un principe non négociable. En fait, ces lois ont surtout suscité dans l'opinion le sentiment que le gouvernement ne souhaitait pas entamer une décentralisation véritable et démocratique.
Le souvenir de la république des États-Unis d’Indonésie  (Negara Indonesia Serikat ou RIS) créée en 1949 dans le cadre de la conférence de la Table ronde de La Haye entre la république d’Indonésie proclamée en 1945 et le Royaume des Pays-Bas, qui avait jusque-là refusé de reconnaître l’indépendance de son ancienne colonie, hante en effet toujours l’opinion indonésienne.
Ces lois ne concernent pas les provinces d'Aceh et de la Nouvelle-Guinée occidentale, dans lesquelles existent des mouvements séparatistes (GAM en Aceh, OPM en Nouvelle-Guinée occidentale) et auxquelles les autorités ont accordé une « autonomie spéciale » pour répondre aux aspirations des populations locales.
En 2001, le gouvernement promulgue deux lois : la loi n° 18 portant « autonomie spéciale pour la province du territoire spécial d'Aceh comme province de Nanggroe Aceh Darussalam » et la loi n° 21 portant « autonomie spéciale pour la province de Papua ».
En 2004, considérant que la loi n° 22 de 1999 n’était plus conforme aux nouvelles exigences d’autonomie des régions, le gouvernement a promulgué la loi n° 32 portant « gouvernement des régions ».

## La loi n° 22 de 1999
Son article premier stipule que les régions, définies comme étant les provinces, les kabupaten et les kota, auront pleine autonomie pour "gouverner et administrer les intérêts de la population locale", dans le cadre de l’"État unitaire de la république d’Indonésie" (Negara Kesatuan Republik Indonesia, ou NKRI selon le sigle consacré). 
Le même article premier stipule que le village (desa) aura autorité pour gouverner et administrer la population selon la coutume locale (adat). Cette clause mettait ainsi fin au système uniformisant qu’avait imposé le régime Soeharto.
La loi définit les différentes divisions administratives de l'Indonésie, stipulant que les provinces (provinsi) seront les unités principales. En fait, ce sont les kabupaten (départements) et les kota (villes) qui acquièrent l'autonomie de gouvernement. 
Kabupaten et kota n'ont plus une relation hiérarchique avec les gouvernements provinciaux et sont désormais  "autorisés à gouverner et administrer les intérêts de la population locale selon leurs propres initiatives fondées sur les aspirations de la population". Les bupati (préfets) et walikota (maires) sont responsables devant les assemblées départementales et municipales (Dewan Perwakilan Rakyat Daerah ou DPRD, "conseils représentatifs du peuple" élus au suffrage universel). Les gouverneurs de province, eux, continuent à être responsables devant le gouvernement central.

## La loi n° 32 de 2004
La loi rappelle que l’État unitaire de la république d’Indonésie est divisé en régions consistant en (article 2, alinéa 1) :
- Provinces ;
- Kabupaten (départements) et kota (villes), chaque unité ayant son gouvernement régional,

chaque région étant pourvue d'une administration régionale constituée par le chef de l'exécutif régional et l'assemblée régionale (article 3, alinéa 1).
Elle rappelle également (article 10) que les domaines relevant du gouvernement central sont :
- la politique étrangère ;
- la défense ;
- la sécurité ;
- la justice ;
- la monnaie et la fiscalité ;
- la religion.

L'« autonomie régionale » est définie comme étant « le droit, l’autorité et l’obligation pour une région autonome de régler et de gérer elle-même les affaires de gouvernement et les intérêts de la population locale selon sa propre initiative sur la base des aspirations de la population dans le système de l’État unitaire de la république d’Indonésie » (article 1, alinéa 6).
Les régions ont obligation de prendre en charge à leur niveau (article 13) :
- le développement régional ;
- l’aménagement du territoire ;
- le maintien de l’ordre et la tranquillité publics ;
- la mise en place d’équipements et d’infrastructures publics ;
- la santé ;
- l’éducation ;
- les questions sociales ;
- l’emploi ;
- le développement des coopératives et des PME ;
- l’environnement ;
- les questions foncières ;
- les questions de population et l’état-civil ;
- l’administration générale.

La loi rappelle que le pouvoir exécutif régional est détenu par un "chef de région" (kepala daerah, article 1, alinéa 4) :
- un gouverneur pour les provinces ;
- un bupati pour les kabupaten ;
- un wali kota ou maire pour les villes.

Chaque gouverneur, bupati et maire est respectivement secondé par un vice-gouverneur, un vice-bupati et un vice-maire. Chaque couple de gouverneur et vice- gouverneur, bupati et vice-bupati et maire et vice-maire, est élu au suffrage direct (article 24).
L’initiative de la destitution d’un chef de région ou d'un vice-chef revient à l'assemblée régionale correspondante, qui émet un avis après séance plénière. L’avis de ladite assemblée représentative régionale est soumis au président de la République sous forme de décision de la Cour suprême (article 29).
L'assemblée régionale a une fonction législative, budgétaire et de surveillance. Elle vote des règlementations régionales (article 41). Le nombre de membres, élus au suffrage direct, va de 45 à 75 pour un kabupaten et de 20 à 35 pour une ville (article 51).